# Openluchtspel
Een openluchtspel (Fries: iepenloftspul) is een toneelvoorstelling in de open lucht.

## Friesland
In Nederland is deze vorm van theater vooral populair in Friesland. In veel dorpen in die provincie is het openluchtspel of iepenloftspul een traditie. Verschillende dorpen zetten tweejaarlijks, en soms zelfs jaarlijks, een Friestalige voorstelling op de planken. Hierbij wordt veelal gebruikgemaakt van vrijwilligers uit de omgeving en sponsors. Vaak wordt het openluchtspel in de omgeving van het organiserende dorp gehouden. Bij een boerderij of weiland wordt dan een tribune gebouwd, een uitgebreid decor in elkaar gezet en een geluids- en lichtinstallatie geïnstalleerd. Daarnaast wordt meestal voor tijdelijke faciliteiten als een feesttent, toiletten en parkeergelegenheid gezorgd. Indien mogelijk wordt gebruikgemaakt van bestaande elementen in de omgeving, zoals bij het Openluchtspel van Sneek en bij de klokkenstoel van Ouwster-Nijega.
Het bekendste openluchtspel is waarschijnlijk dat van Jorwerd. Oorspronkelijk georganiseerd om geld bij elkaar te krijgen voor de opbouw van de ingestorte dorpskerktoren werd het gebeuren al snel een traditie. Het wordt beschreven in het boek Hoe God verdween uit Jorwerd van Geert Mak. Ook de openluchtspelen van Dronrijp, Oosterwierum, Warga, en Bergum trekken publiek uit de gehele provincie en daarbuiten.

## Elders in Nederland
Openluchtspelen worden ook wel in andere delen van Nederland gehouden. In Amersfoort, Ruinen, Diever en Havelte zijn er speciale openluchttheaters voor. In het Limburgse Beesel wordt eens in de zeven jaar het Draaksteken georganiseerd. Ook wordt er op verschillende plekken in Twente en de Achterhoek openluchtspelen gehouden. bijvoorbeeld in Baak of Markelo

## Voetnoten
1. ↑  Friesch Dagblad 19-10-2005 Teater Snits speelt iepenloftspul ‘Fanfare’
2. ↑  Algemeen Nederlands Persbureau 15-8-2003 Openluchtspel Jorwerd viert jubileum
3. ↑  Friesch Dagblad 8-10-2005 Iepenloftspul van Dronrijp voor 2006 wordt ‘Don Juan’
4. ↑  Friesch Dagblad 19-11-2003 Berne-Iepenloftspul speelt ‘De fiifde dei’ van Mindert Wynstra
5. ↑  Friesch Dagblad 4-1-2005 Wergea speelt ‘Lucky Manuelo’ als iepenloftspul 2005
6. ↑  Friesch Dagblad 28-6-2003 Allinne froulju yn ‘De Gidsen’